# Assemblée législative du kraï du Primorié
VIIe législature
Maison-Blanche
L'Assemblée législative du kraï du Primorié (en russe : Законодательное Собрание Приморского края, Zakonodatelnoïe Sobranié Primorskogo kraïa) est le parlement monocaméral du kraï du Primorié en Russie.
Établi en 1995, l'Assemblée législative est composée de quarante députés élus selon un système mixte au suffrage universel pour une durée de cinq ans. Il siège à Vladivostok, rue Svetlanskaïa.

## Présidents
| Nom                 | Mandat                   |
| ------------------- | ------------------------ |
| Igor Lebedynets     | Janvier 1995 - juin 1995 |
| Vladimir Védernikov | 1995 - 1996              |
| ?                   | 1996 - 1997              |
| Sergueï Doudnik     | 1997 - 2000              |
| Sergueï Jekov       | 2000 - 2002              |
| Sergueï Soptchouk   | 2002 - 2006              |
| Viktor Gortchakov   | 2006 - 2011              |
| Eugène Ovetchkine   | 2011 - 2012              |
| Viktor Gortchakov   | 2012 - 2016              |
| Alexandre Rolik     | 2016 - 2023              |
| Anton Volochko      | 2023 -                   |

## Législatures

### VIIelégislature(2021 - 2026)
Selon les résultats des élections infranationales du 19 septembre 2021, 5 partis politiques ont participé aux élections au parlement régional du kraï du Primorié, ont dépassé le seuil électoral de 5 % et ont formé des groupes du même nom, tous déclarés partis.
| Groupe       | Tête de liste                       | Députés | %      | Vote   |
| ------------ | ----------------------------------- | ------- | ------ | ------ |
| Russie unie  | Sergueï Vladimirovitch Sleptchenko  | 23      | 37,88% | 228186 |
| KPRF         | Anatoly Nikolaïevitch Dolgatchev    | 14      | 31,02% | 186871 |
| LDPR         | Andreï Valérievitch Andreïchenko    | 1       | 9,03%  | 54389  |
| Russie juste | Alexeï Anatolievitch Kozitski       | 1       | 9,29%  | 55950  |
| RPPSS        | Viatcheslav Viktorovitch Baïdeliouk | 1       | 8,40%  | 50616  |

En mai 2022, deux députés (Guennadui Choulga et Léonid Vassioukevitch) qui s'étaient prononcés contre l'invasion de l'Ukraine ont été expulsés du groupe du Parti communiste. Ce sont les premiers députés régionaux à s'être prononcés contre la guerre depuis le début de la guerre,  Leonid Vassioukevitch disant «Si notre pays ne cesse pas l’opération de guerre, il y aura de plus en plus d’orphelins» en déclarant s'adresser à Vladimir Poutine, alors que quelque jour auparavant, l'assemblée régionale avait passée une série de mesures visant à soutenir les familles des soldats morts au combat. Après leur prise de parole, ils ont été privés de droit de vote pour la journée, à 27 voix contre 5, tandis que le gouverneur Oleg Kojemiako les a accusé de discréditer l'armée russe.

### VIelégislature(2016 - 2021)
Selon les résultats de la journée de vote unifiée du 18 septembre 2016, 6 partis politiques ont participé aux élections au parlement régional du kraï du Primorié, ont dépassé le seuil électoral de 5 % et ont formé des groupes du même nom, tous des partis déclarés, sauf pour le parti Iabloko,.
| Groupe       | Tête de liste                      | Députés | %     | Vote    |
| ------------ | ---------------------------------- | ------- | ----- | ------- |
| Russie unie  | Sergueï Vladimirovitch Sleptchenko | 25      | 57,5% | 217 318 |
| KPRF         | Anatoly Nikolaïevitch Dolgatchev   | 8       | 20,0% | 114 613 |
| LDPR         | Ievgueni Alexandrovitch Zotov      | 5       | 12,5% | 112 495 |
| Russie juste | Alexeï Anatolievitch Kozitski      | 1       | 2,5%  | 39 393  |
| RPPSS        | Ioulia Valérievna Tolmatcheva      | 1       | 2,5%  | 29 937  |

### Velégislature(2011-2016)
À la suite des résultats des infranationales de 2011, 4 partis parlementaires ont participé aux élections au parlement régional du kraï du Primorié, tous ont dépassé le seuil électoral de 5 % et ont formé des groupes du même nom.
Le parti politique Iabloko s'est vu refuser l'enregistrement. 
| Groupe       | Tête de liste                   | Députés | %      | Vote    |
| ------------ | ------------------------------- | ------- | ------ | ------- |
| Russie unie  | Sergueï Andreïevitch Soptchouk  | 22      | 33,65% | 248 285 |
| KPRF         | Grichoukov Vladimir Vitalievich | 7       | 23,81% | 175 671 |
| LDPR         | Ievgueni Alexandrovitch Zotov   | 4       | 19,83% | 146 287 |
| Russie juste | Alexeï Anatolievitch Kozitski   | 4       | 19,84% | 146 354 |

### IVelégislature(2006-2011)
Les élections à l'Assemblée législative de la IVe législature étaient prévues pour les élections infranationales, le 8 octobre 2006 . Pour la première fois, les élections se sont déroulées selon un système mixte : 20 députés dans des circonscriptions uninominales, 20 députés à la proportionnelle. Les députés étaient élus pour un mandat de 5 ans. 10 partis politiques ont participé aux élections. Sur la base des résultats du vote, les listes de candidats de seulement 4 partis ont dépassé le seuil électoral de 7 % et formé des groupes du même nom.
| Groupe                | Tête de liste                | Députés | %      | Vote    |
| --------------------- | ---------------------------- | ------- | ------ | ------- |
| Russie unie           | —                            | 13      | 48,27% | 281 073 |
| KPRF                  | —                            | 3       | 12,14% | 70 719  |
| RPPSS                 | —                            | 2       | 9,13%  | 53 171  |
| Liberté et démocratie | Viktor Ivanovitch Tcherepkov | 2       | 8,67%  | 50 495  |

D'autres partis n'ont pas pu passer le seuil électoral, parmi eux
- LDPR → 5,86% (34 098)
- Parti russe de la vie → 4,40% (25 603)
- Rodina → 2,26% (13 174)
- Iabloko → 2,02% (11 748)
- Patriotes de Russie → 1,82% (10 622)
- Narodnaïa Volia → 1,04 % (6 058)

### IIIelégislature
Les deux premières convocations ont élu la douma du kraï du Primorié. En juillet 2001, il a été décidé de renommer la Douma en Assemblée législative à partir de la nouvelle législature. Le 28 août 2001, les députés ont programmé les élections à l'Assemblée législative du tkraï du Primorié de la IIIe législature pour le 9 décembre 2001. Les élections se sont déroulées selon un système majoritaire, 39 députés ont été élus dans des circonscriptions uninominales pour un mandat de 5 ans. Le nouveau projet proposé par la commission électorale régionale, selon lequel les limites des circonscriptions seraient modifiées dans un souci d'équité numérique, a été rejeté par les députés. Pour la première fois, une caution électorale a été introduite : les candidats à l'inscription ont eu la possibilité non seulement de recueillir les signatures des électeurs en faveur de leur soutien, mais également de verser une caution en espèces. Selon les résultats du scrutin du 9 décembre 2001, seuls 18 députés ont été élus et dans 23 circonscriptions, les élections ont été déclarées invalides, car le taux de participation était inférieur à 25 %, ce qui constituait l'obstacle minimum. Pour cette raison, les députés de la deuxième convocation ont continué à travailler pendant les 6 mois suivants, et les 18 députés élus ne pouvaient assister aux réunions que sans droit de vote. Fin 2001, le Primorié était leseul de Russie de Russie dans laquelle, sur la base des résultats des élections, aucun organe législatif légitime n'avait été constitué.
Le 9 juin 2002 ont eu lieu les élections partielles des députés de la troisième législature. La première réunion des députés de la troisième convocation a eu lieu le 21 juin 2002. Sergueï Soptchouk, député de la circonscription électorale n° 33 du raïon d'Octobre et d'une partie du raïon de Khorol, qui occupait ce poste lors de la convocation précédente, a été réélu président. 